# برسوویر
برسوویر (به فرانسوی: Bressuire) یک کمون در کشور فرانسه است که در canton of Bressuire واقع شده‌است.

## خصوصیات
برسوویر ۱۸۰٫۵۹ کیلومترمربع مساحت و ۱۹٬۲۷۴ نفر جمعیت دارد و ۱۷۳ متر بالاتر از سطح دریا واقع شده‌است.

## خواهرخوانده
شهرهای آریکا، ریازان، Fraserburgh، فریدبرگ، بایرن، Hodac، Kpalimé، لیکسلیپ، Mequinenza و Parczew خواهرخوانده‌های برسوویر هستند.